# Ristfeuchthorn
Das Ristfeuchthorn ist ein 1569 m ü. NHN hoher Berg der Chiemgauer Alpen in Bayern. Er liegt im Gemeindegebiet von Schneizlreuth im Landkreis Berchtesgadener Land.

## Etymologie
Das Ristfeuchthorn, manchmal auch Riestfeuchthorn, ist nach dem Schneizlreuther Ortsteil Ristfeucht bei Melleck benannt. Rist bzw. Riest wird von Karl Finsterwalder als Viehleger interpretiert, Karl Eberl versteht darunter jedoch ein Gebüsch. In diesem Zusammenhang ist womöglich auch das Wort Rust mit der Bedeutung Ulme zu berücksichtigen – und natürlich auch die naheliegende Bedeutung des Wortes Rist als Fuß- oder Pferderücken. Feucht dürfte sich eindeutig auf die vielen Wasserfälle am Berg sowie auf die Talungen der Saalach und ihrer Nebenflüsse beziehen.

## Geographie

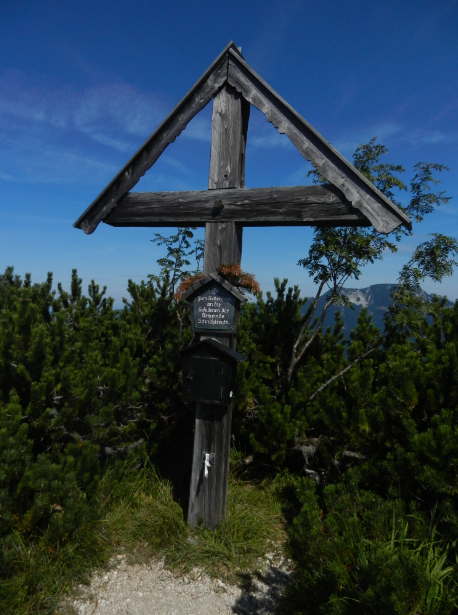
Hölzernes Gipfelkreuz auf dem 1566 Meter hohen Nordgipfel des Ristfeuchthorns

Auf dem Nordnordost streichenden, knapp 300 Meter langen Gipfelgrat des klobigen Ristfeuchthorns befinden sich zwei Gipfelerhebungen. Der Hauptgipfel (1569 m) liegt am Südende des Gratstücks, wohingegen der etwas niedrigere Nordgipfel (1566 m) das hölzerne Gipfelkreuz trägt. Nach Norden und Osten fällt der Berg steil ab und findet in der Weißbachklamm seinen Abschluss; im Frühjahr sind nach der Schneeschmelze und im Sommer nach ergiebigen Regenfällen etliche Wasserfälle zu sehen, die dort über die Wand ca. 200 m in die Tiefe stürzen und damit zu den höchsten Wasserfällen in Deutschland zählen. Auf der Westseite des Bergstocks fließt der Scharnbach nach Nordosten in Richtung Weißbach, in den er bei Mauthäusl rechtsseitig einmündet. Drei seiner Quelläste entspringen an der Westflanke des Ristfeuchthorns auf rund 1300 Meter Höhe. Den Südosten des Massivs begrenzt die nach Nordosten entwässernde Saalach. Die Südseite wird vom Müßbach drainiert, einem linken Nebenfluss der Saalach. Der Müßbach entspringt am Kranzkogel (1241 m) und nimmt nach Vereinigung mit dem Motzenbach bei Scheuerl auf halbem Wege zur Saalach noch den von der Südseite herabziehenden Ofenbach linksseitig auf.
Nachbargipfel des Ristfeuchthorns sind auf der Westseite der Kranzkogel, der Kranzbergkogel (1226 m) und der Rabenpalven (1072 m). Im Norden jenseits des Weißbachs sind der Schadlosberg (927 m) und der Albauer Kopf (933 m) anzuführen. Höchster Gipfel im Osten, ebenfalls jenseits des Weißbachs, ist das Rabensteinhorn (1373 m). Jenseits der Saalach im Südosten ragt der Kienberg (1028 m) auf und schließlich jenseits des Müßbachs im Süden der Wendelberg (959 m).
Der Gipfel bietet einen schönen Ausblick auf Hochstaufen, Lattengebirge, Untersberg, Salzburg, Osterhorngruppe, Watzmann, Hochkalter, Reiter Alpe, Leoganger Steinberge. Loferer Steinberge und Sonntagshorn.

### Zugang
Das Ristfeuchthorn ist von verschiedenen Seiten begehbar, Aufstiege sind unter anderem von Schneizlreuth, von Weißbach an der Alpenstraße und ebenso ausgehend von Melleck möglich. Der hauptsächliche und kürzeste Zugang erfolgt jedoch von Osten vom Gasthaus Schneizelreuth (516 m) an der B 21. Der manchmal sehr schmale und recht steile Steig quert anfangs unterhalb der Ostwand nach Norden, macht sodann eine Richtungsänderung nach Südwest und windet sich in Serpentinen durch Buchenwald zu einer Lichtung (mit Holzhütte) auf 1267 Meter. Danach geht es weiter aufwärts, nach einer Steilstufe zieht der Pfad nach links und führt so zum Südrücken des Berges. Hier trifft der aus Westen heraufkommende Weg von der Sellarnalm (1138 m) hinzu. Über den Latschenrücken geht es nun auf den Hauptgipfel und weiter zum vorgelagerten Gipfelkreuz. Dieser Aufstieg überwindet etwas mehr als 1050 Höhenmeter und benötigt gut 2½ Stunden, der Abstieg dauert 2 Stunden.
Die Sellarnalm kann über einen Fahrweg von Ristfeucht und Melleck aus erreicht werden. Der Anstieg von Weißbach im Nordnordwesten bedient sich des Scharnbachtals und vereinigt sich schließlich auf 1205 Meter Höhe mit dem Anstieg von der Sellarnalm.

## Geologie

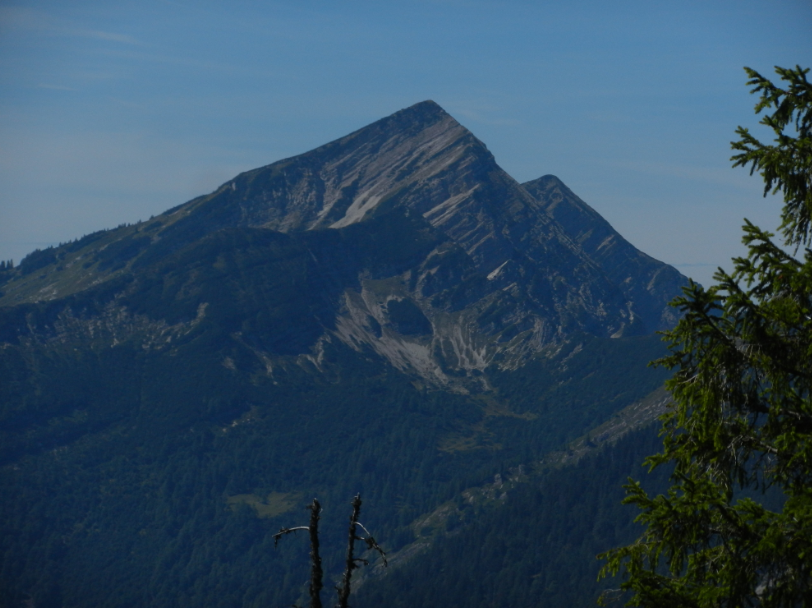
Blick vom Ristfeuchthorn zum Sonntagshorn im Westen. Vorgelagert das Aibleck, dahinter der Vorderlahnerkopf.

Das Ristfeuchthorn baut sich zum größten Teil aus obertriassischem Hauptdolomit des Noriums auf, welcher der tirolischen Staufen-Höllengebirgs-Decke angehört. Die Sedimente streichen Ost bis Ostnordost und fallen schwach nach Süd bis Südsüdost ein (mit etwa 15°). Der Hauptdolomit kann recht dickbankig und massiv auftreten und bildet dann Steilwände wie beispielsweise an der Ostflanke des Massivs oberhalb von Schneizlreuth oder rechtsseitig des Weißbachtals. Entlang der Steilwände gleiten ephemere Wasserfälle, Wasserfahnen und deren Lösungsspuren herab. Am Gipfelplateau sowie ihm vorgelagert im Südosten steht außerdem Plattenkalk an. Der Bergstock wird auf seiner Ostseite von einigen kleineren Störungen durchzogen. Ihre Streichrichtung ist vorwiegend Nordost, untergeordnet auch Nordnordwest, Nordnordost und Ostnordost. Die Nordostrichtung ist als strukturgeologisches Element im gesamten Sektor um das Ristfeuchthorn weit verbreitet. So wird der Bergstock auch entlang seiner Südostseite bei Schneizlreuth am Kugelbach von der nordost-streichenden Kugelbach-Störung abgeschnitten, an der die Reiteralm-Decke der Berchtesgadener Schubmasse mit vorgelagertem Kranz Hallstätter Fazies (Saalach-Stirnschuppe) gegen den Hauptdolomit der Staufen-Höllengebirgs-Decke stößt.

### Würm-Kaltzeit und Holozän
Das Ristfeuchthorn wurde während der Würm-Kaltzeit von den Ferneismassen des Saalach-Gletschers beidseitig in vorwiegend nordöstlicher Richtung umströmt. Laut Klaus Doben (1973) erreichte das aus den Hohen Tauern stammende Ferneis eine maximale Höhe von rund 1300 Höhenmetern und besaß folglich an der Ostseite des Ristfeuchthorns bereits die beträchtliche Dicke von knapp 800 Metern. Neben dem Ristfeuchthorn ragten in näherer Umgebung nur noch der Augenstein (1584 m) und der Zug des Rabensteinhorns, bestehend aus Rabensteinhorn, Pflasterbachhörndl (1270 m) und Müllnerhörndl (1253 m), aus den Eismassen hervor. Moränenablagerungen finden sich im Tal des Scharnbachs im Westen, bei Mauthäusl und rechts oberhalb der Weißbachschlucht. Im Saalachtal und im Müßbachtal liegt Grundmoräne. Die Ablagerungen des Holozäns konzentrieren sich in den Talungen der Saalach und ihrer Nebenflüsse. So entstammen Hangschuttfelder, Blockschutt, kleinere Bergstürze und Muren weitestgehend diesem rezenten Zeitabschnitt.

## Photogalerie

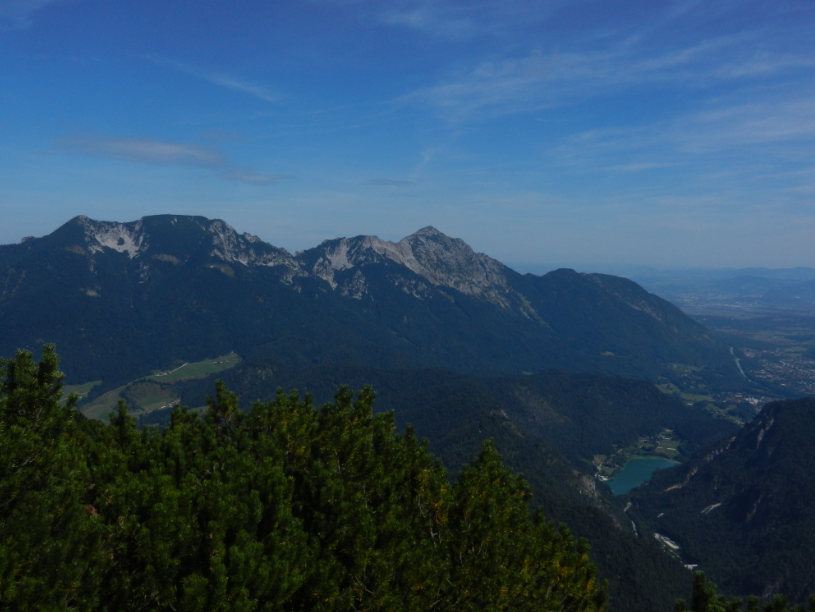
Ausblick vom Ristfeuchthorn zum Massiv des Hochstaufens im Norden
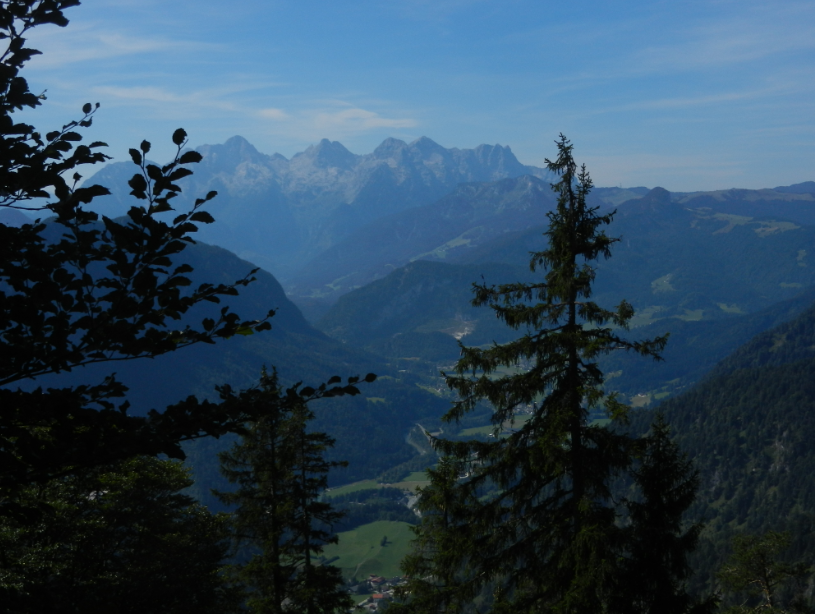
Blick vom Ristfeuchthorn nach Süden zu den Loferer Steinbergen
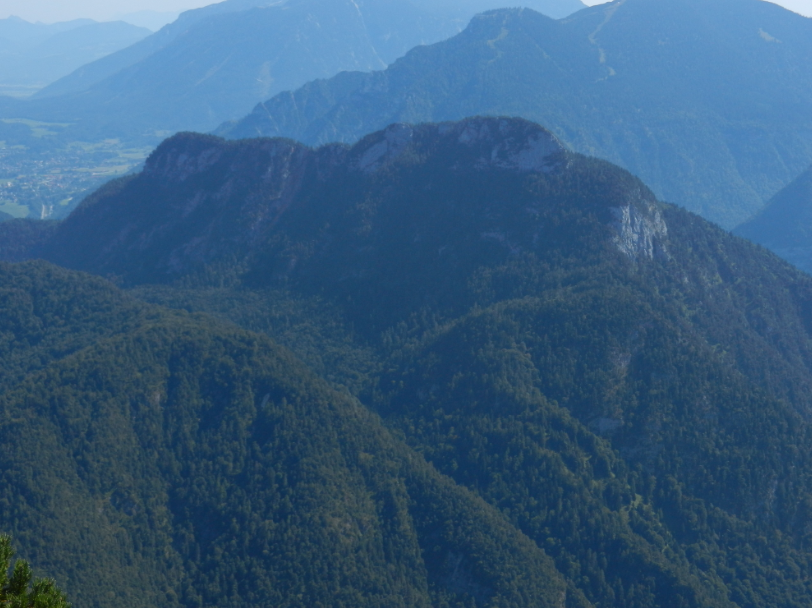
Aussicht nach Osten zum Zug des Rabensteinhorns (1373 m)
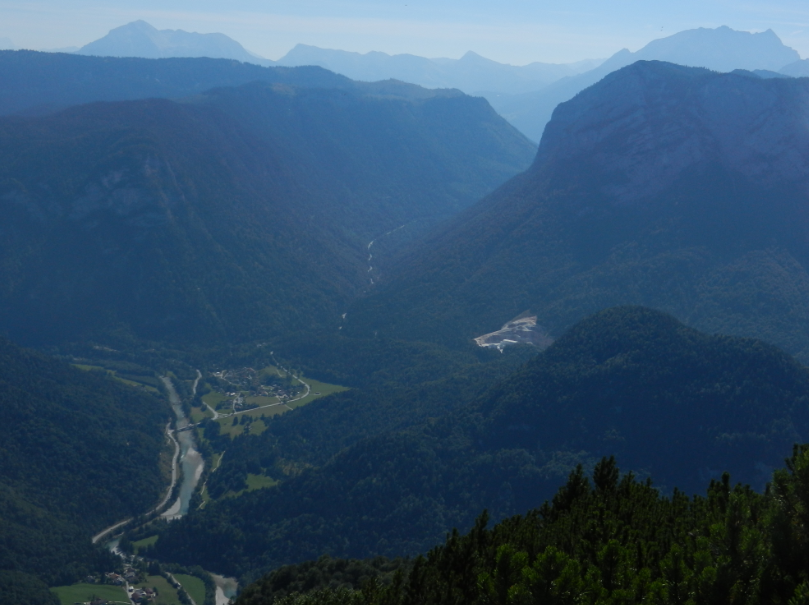
Der Blick schweift nach Südosten hinunter ins Saalachtal mit Unterjettenberg und zum südlich aufragenden Alphorn der  Reiter Alpe
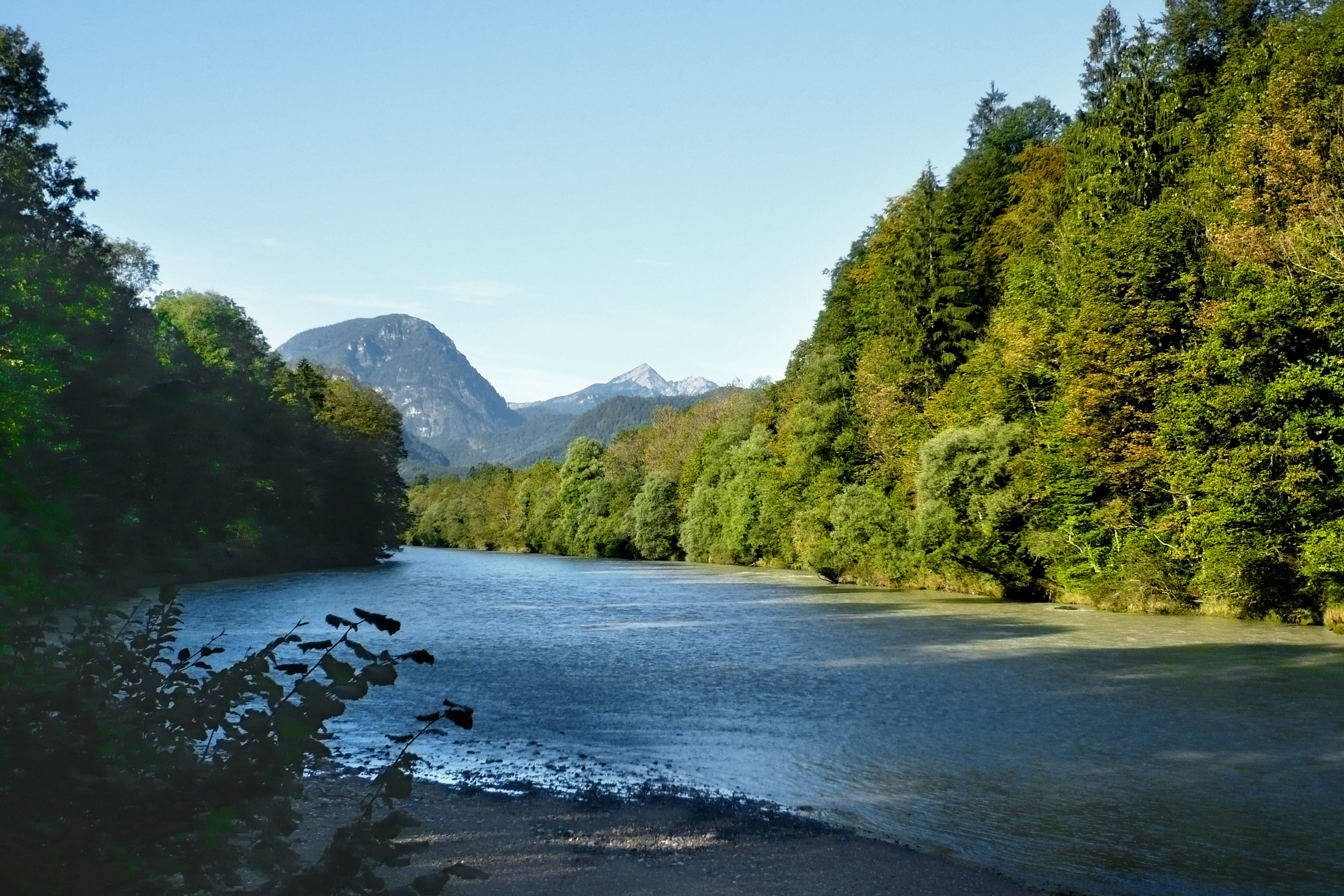
Ristfeuchthorn und Sonntagshorn (rechts) gesehen vom Saalachtal bei Bad Reichenhall
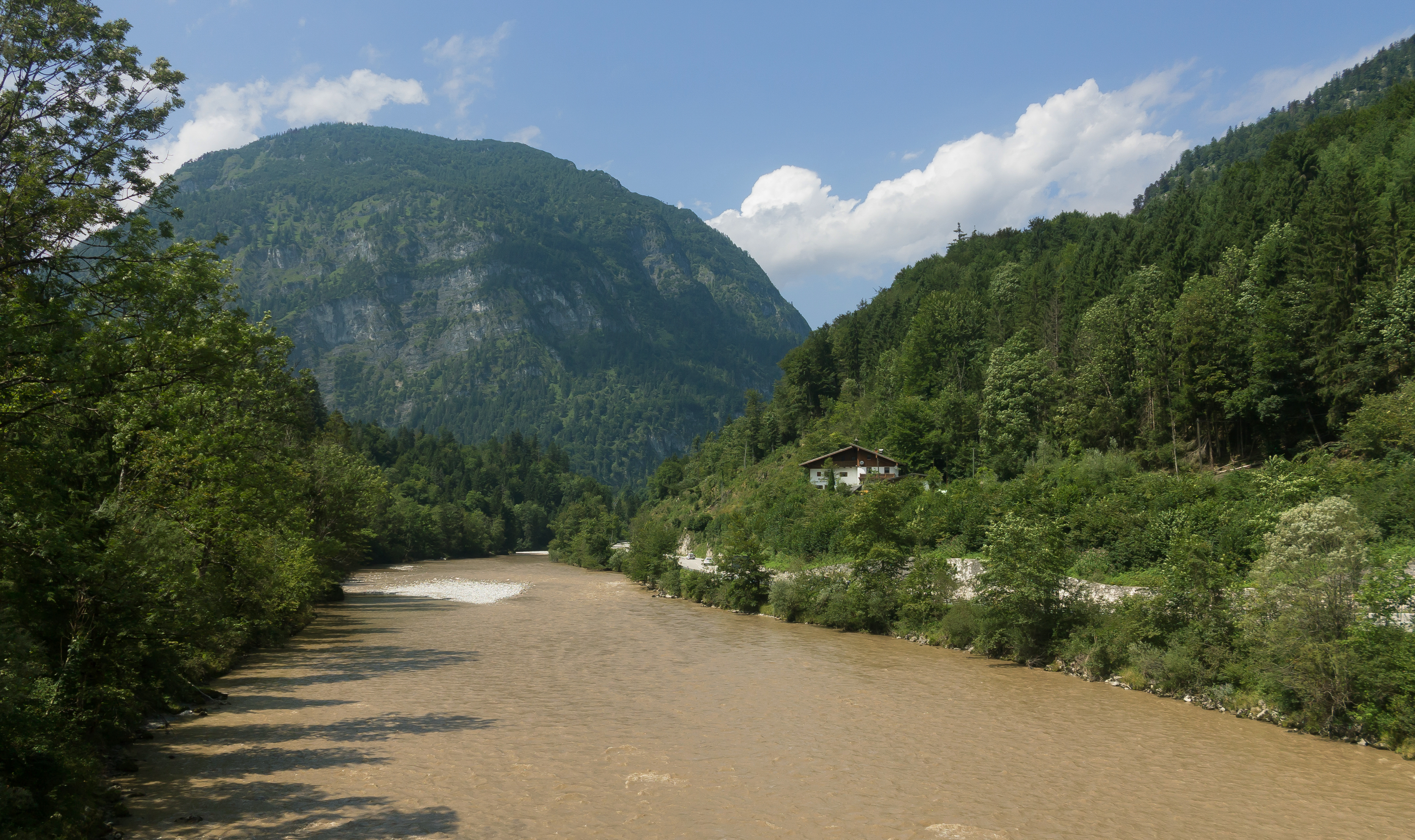
Rückschau von der Saalachbrücke bei Unterjettenberg nach Nordwesten zum Ristfeuchthorn